# Alejo Sauras
Alejo Sauras, właściwie Alejo Martín Sauras (ur. 29 czerwca 1979 roku w Palma de Mallorca) – hiszpański aktor.

## Wybrana filmografia
- 1998: Mensaka jako Chłopak w autobusie
- 2000: Y decirte alguna estupidez, por ejemplo, te quiero
- 2003-2008: Rodzina Serrano (Los Serrano) jako Raúl Martínez
- 2006: Witaj w domu (Bienvenido a casa) jako Samuel
- 2007: Podwójne espresso (Café solo o con ellas) jako Pedro
- 2007: La Habitación de Fermat jako Galois
- 2008: Sexykiller, morirás por ella jako Álex
- 2008: Przerwane objęcia (Los abrazos rotos) jako Álex
- 2009: Seks, kłamstwa i narkotyki (Mentiras y gordas) jako Bubu